# Halbpartizip
Das Halbpartizip ist eine infinite, von Partizipien abgeleitete Verbform in ostbaltischen Sprachen. Es drückt einen Nebenvorgang aus, der Hauptvorgang wird durch das finite Verb realisiert, wobei das Agens des Halbpartizips mit dem Subjekt des Hauptverbs identisch ist (wie beim slawischen Transgressiv). Der Nebenvorgang ist in Bezug auf den Hauptvorgang immer gleichzeitig (sonst muss ein aktives Partizip im Nominativ benutzt werden). Obschon das Halbpartizip an sich aktiv ist, entwickelte es sich vermutlich aus den passiven Partizipien Präsens auf -am (mit einem d-Vorschlag), vgl. litauisch nešamas (PP) vs. nešdamas (Halbpartizip).